# James Langer
James S. Langer (Pittsburgh, 1934) é um físico estadunidense, professor de física da Universidade da Califórnia em Santa Bárbara.
Estudou na Universidade Carnegie Mellon, onde obteve um bacharelado em física em 1955, obtendo um Ph.D. em física matemática em 1958 na Universidade de Birmingham, orientado por Rudolf Peierls.
Langer foi presidente da American Physical Society em 2000 e vice-presidente da Academia Nacional de Ciências dos Estados Unidos de 2001 a 2005. Recebeu o Prêmio Oliver E. Buckley de Matéria Condensada de 1997.